# دبليو. كونواي بيرس
دبليو. كونواي بيرس (بالإنجليزية: Willis Conway Pierce)‏ هو كيميائي أمريكي، ولد في 2 ديسمبر 1895 في كارولتون في الولايات المتحدة، وتوفي في 23 ديسمبر 1974.